# Buskväpplingssläktet
Buskväpplingssläktet (Hedysarum) är ett växtsläkte i familjen ärtväxter med cirka 100 arter och förekommer i Eurasien, Nordafrika och Nordamerika. Några arter odlas som trädgårdsväxter i Sverige.

## Bildgalleri

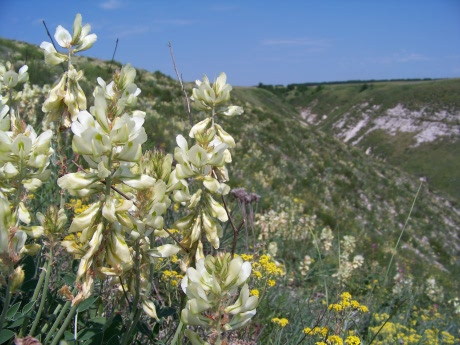
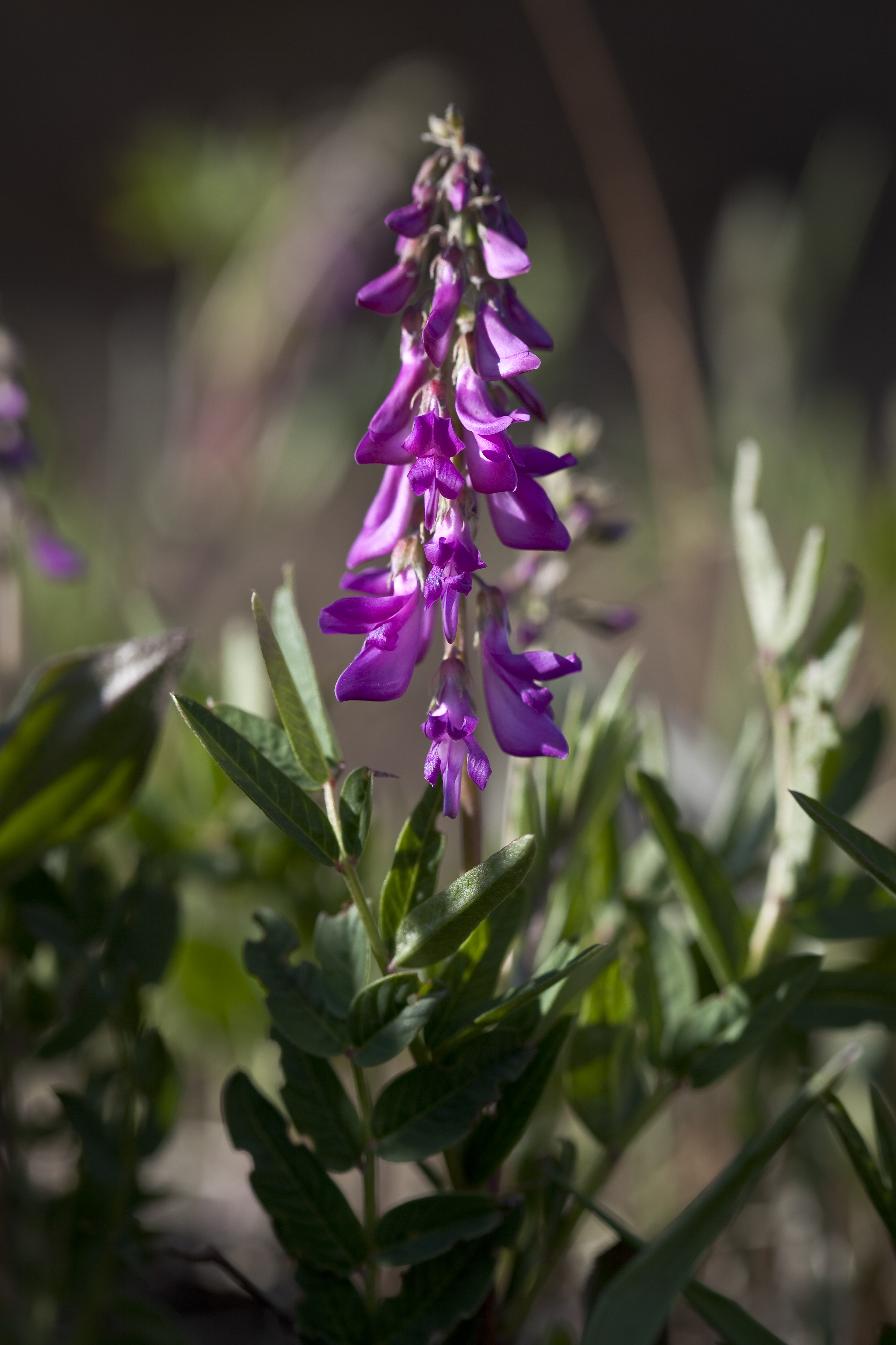
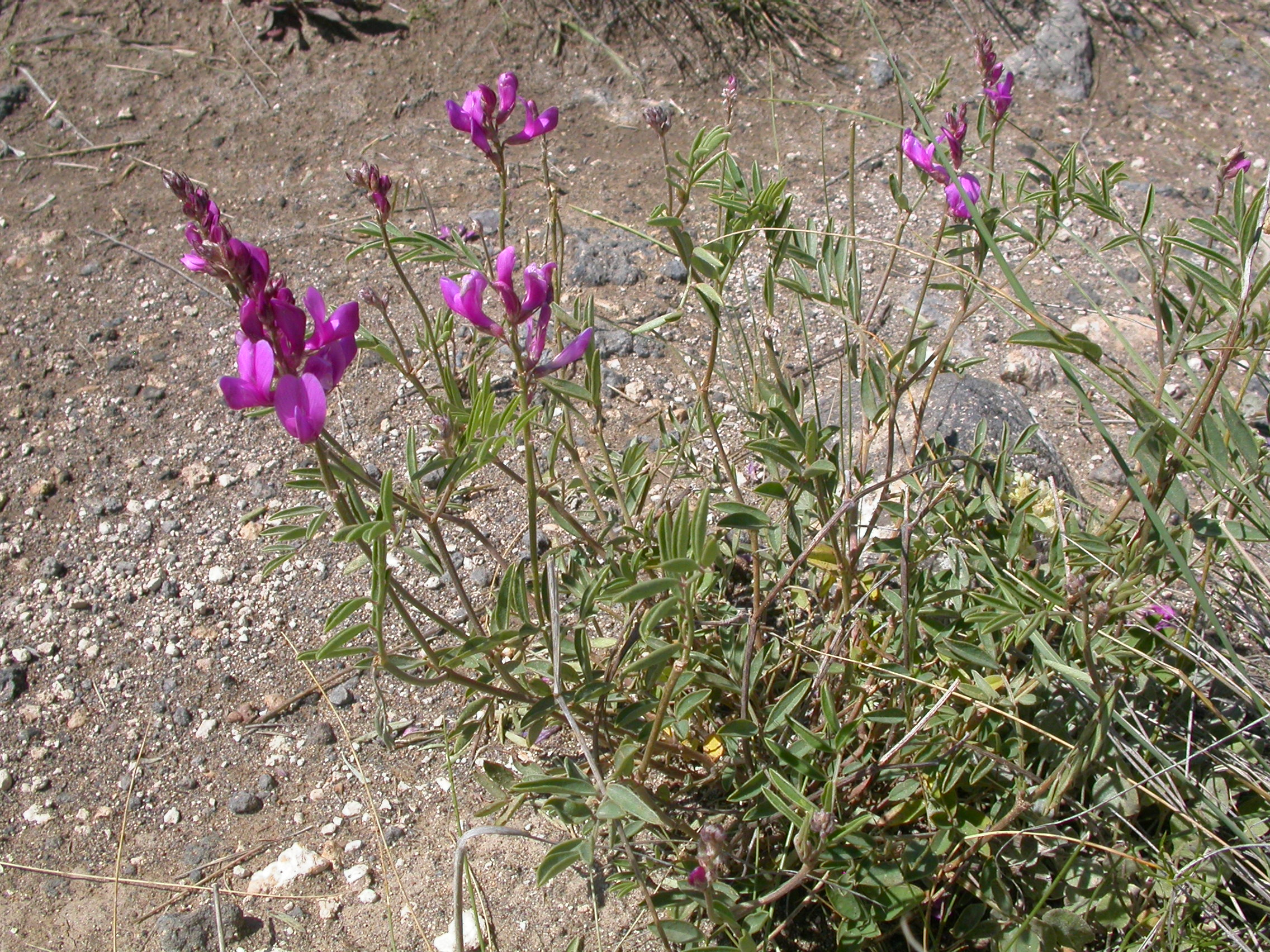
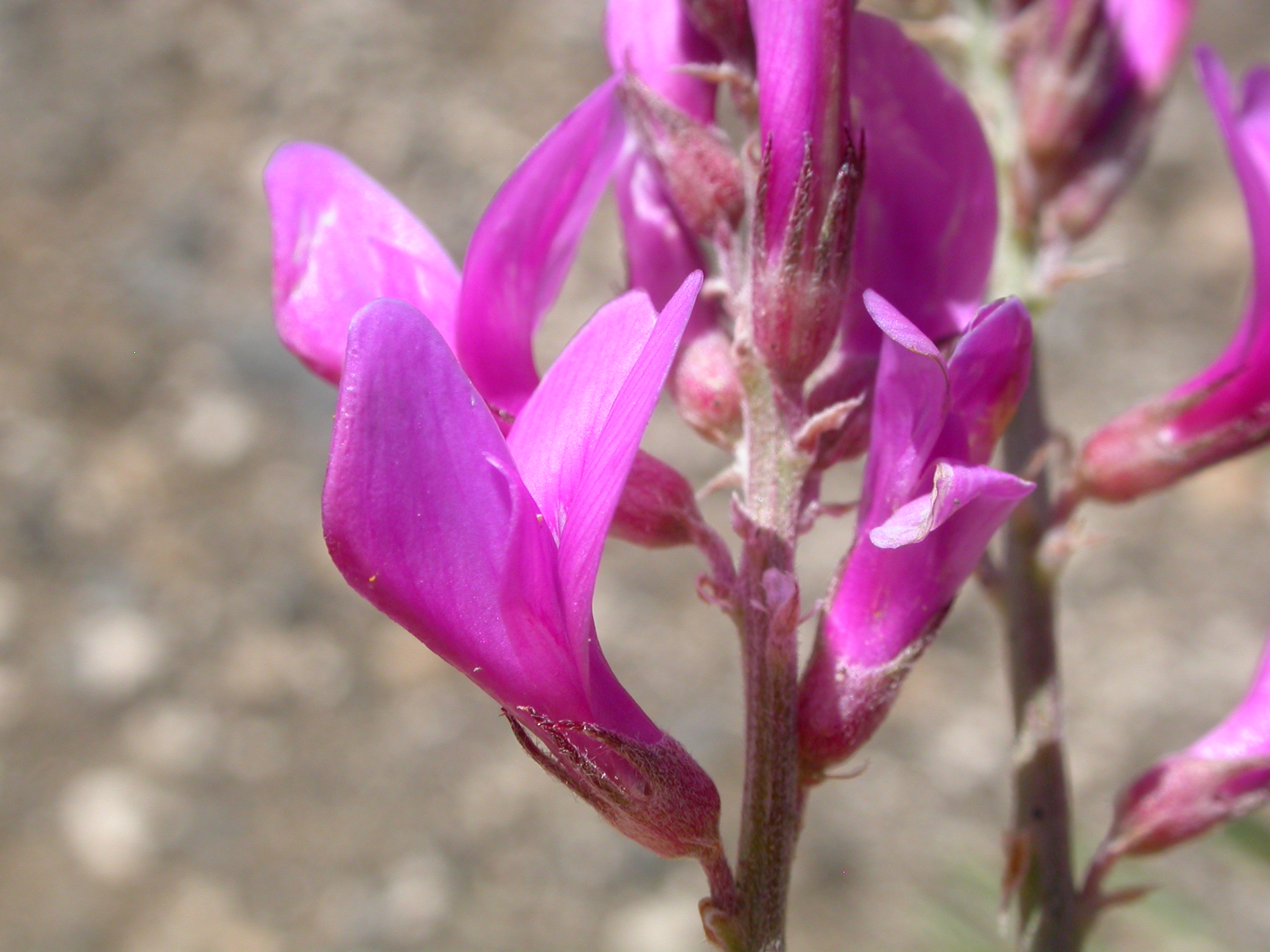
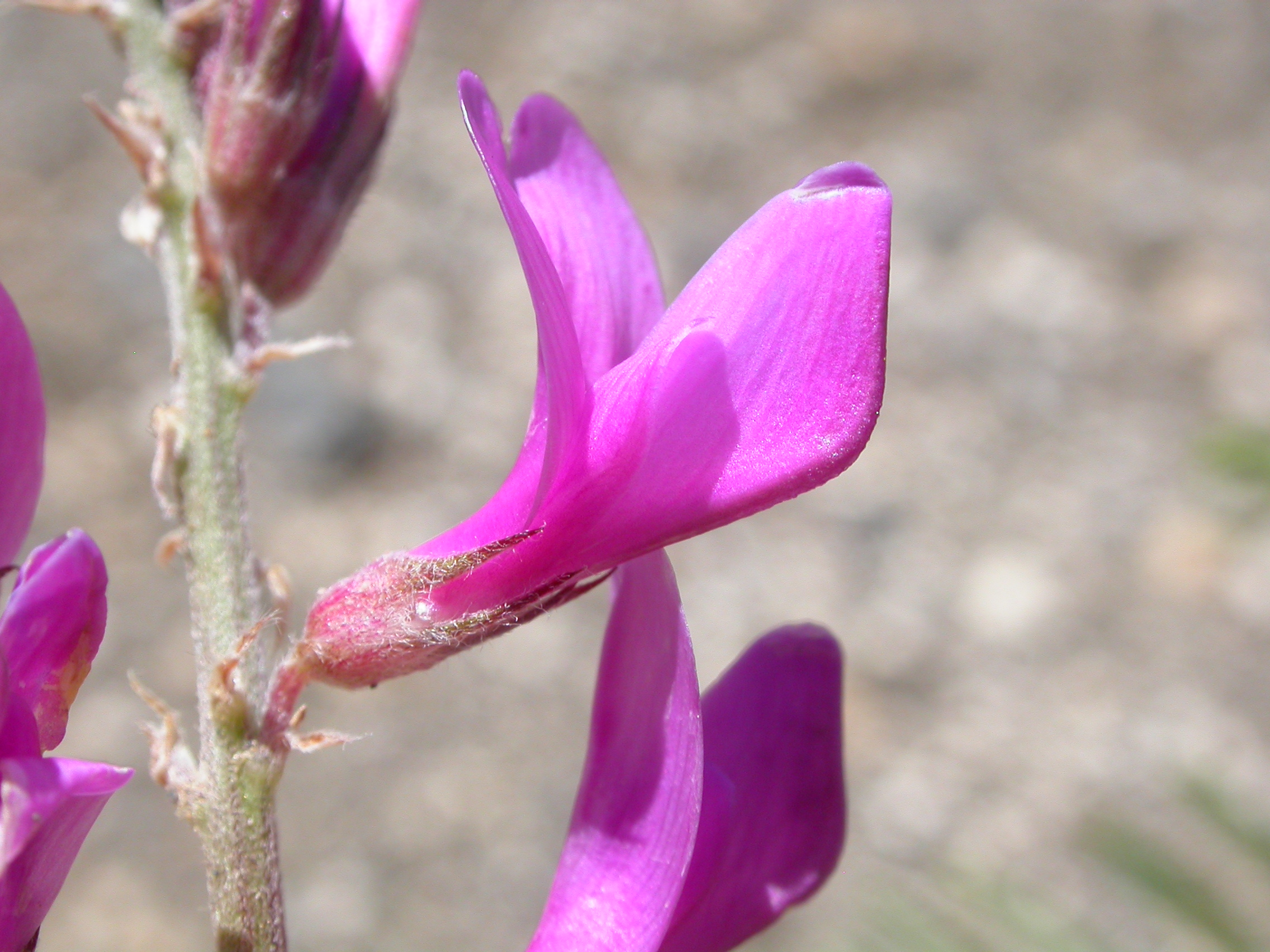
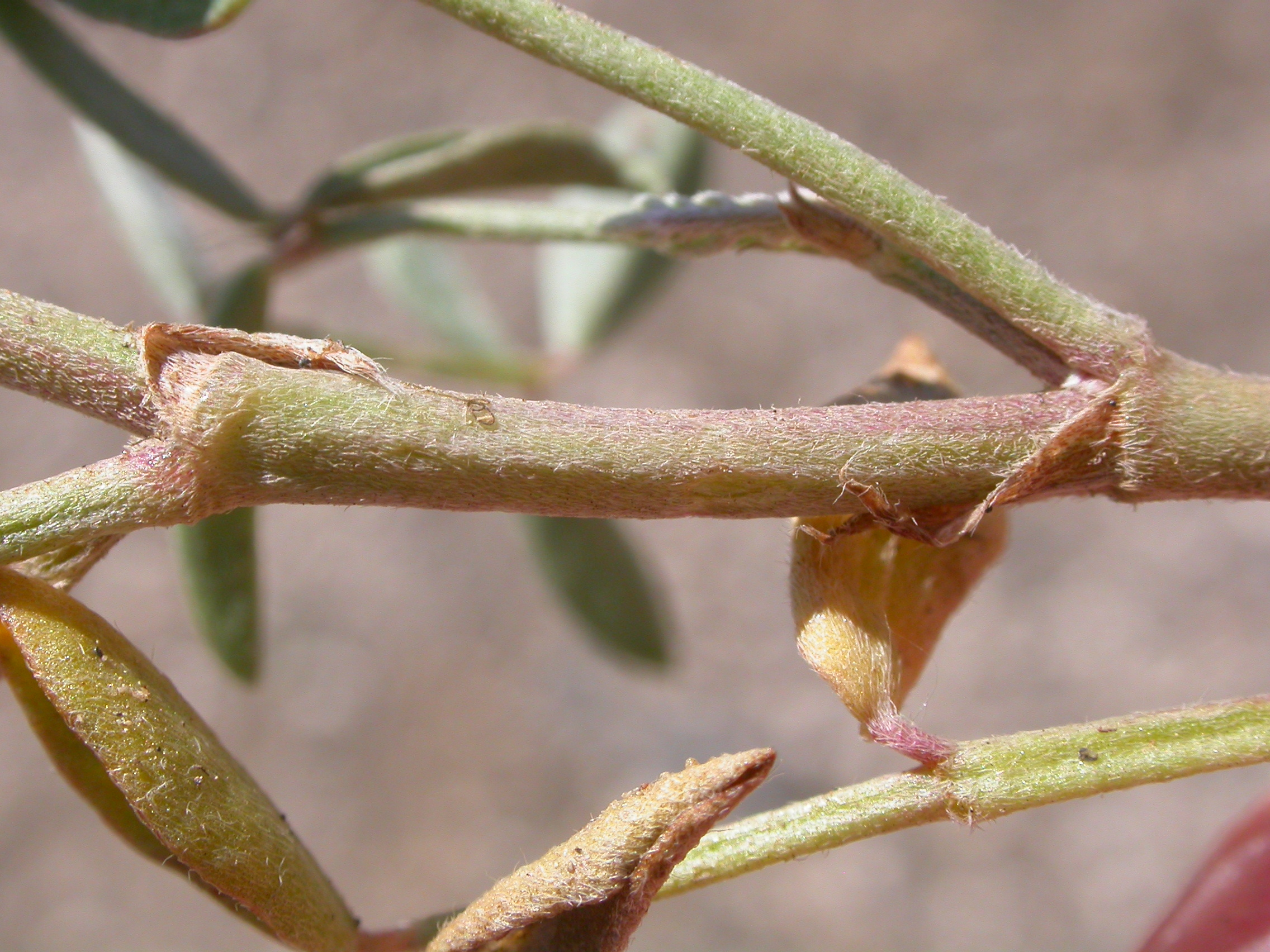

## Dottertaxa till Buskväpplingar, i alfabetisk ordning[1]
- Hedysarum aculeatum
- Hedysarum aculeolatum
- Hedysarum acutifolium
- Hedysarum alaicum
- Hedysarum algidum
- Hedysarum alpinum
- Hedysarum amankutanicum
- Hedysarum angrenicum
- Hedysarum argyreum
- Hedysarum argyrophyllum
- Hedysarum armenum
- Hedysarum astragaloides
- Hedysarum atropatanum
- Hedysarum austrokurilense
- Hedysarum austrosibiricum
- Hedysarum baicalense
- Hedysarum balchanense
- Hedysarum baldshuanicum
- Hedysarum bectauatavicum
- Hedysarum bellevii
- Hedysarum biebersteinii
- Hedysarum bordzilovskyi
- Hedysarum boreale
- Hedysarum boutignyanum
- Hedysarum boveanum
- Hedysarum brachypterum
- Hedysarum brahuicum
- Hedysarum branthii
- Hedysarum bucharicum
- Hedysarum cachemirianum
- Hedysarum callithrix
- Hedysarum campylocarpon
- Hedysarum candidum
- Hedysarum cappadocicum
- Hedysarum carnosum
- Hedysarum caucasicum
- Hedysarum chaitocarpum
- Hedysarum chaiyrakanicum
- Hedysarum chalchorum
- Hedysarum chantavicum
- Hedysarum chinense
- Hedysarum cisbaicalense
- Hedysarum cisdarvasicum
- Hedysarum citrinum
- Hedysarum consanguineum
- Hedysarum coronarium
- Hedysarum cretaceum
- Hedysarum criniferum
- Hedysarum cumuschtanicum
- Hedysarum daghestanicum
- Hedysarum dahuricum
- Hedysarum damghanicum
- Hedysarum daraut-kurganicum
- Hedysarum dasycarpum
- Hedysarum dentatoalatum
- Hedysarum denticulatum
- Hedysarum dmitrievae
- Hedysarum drobovii
- Hedysarum dshambulicum
- Hedysarum elbursense
- Hedysarum elegans
- Hedysarum elymaiticum
- Hedysarum enaffae
- Hedysarum falconeri
- Hedysarum fallacinum
- Hedysarum farinosum
- Hedysarum ferganense
- Hedysarum fistulosum
- Hedysarum flavescens
- Hedysarum flavum
- Hedysarum flexuosum
- Hedysarum formosum
- Hedysarum fruticosum
- Hedysarum gmelinii
- Hedysarum grandiflorum
- Hedysarum gypsaceum
- Hedysarum halophilum
- Hedysarum hedysaroides
- Hedysarum hemithamnoides
- Hedysarum hyrcanum
- Hedysarum ibericum
- Hedysarum iliense
- Hedysarum inundatum
- Hedysarum iomuticum
- Hedysarum jaxarticum
- Hedysarum jaxartucirdes
- Hedysarum jinchuanense
- Hedysarum kamcziraki
- Hedysarum kamelinii
- Hedysarum kandyktassicum
- Hedysarum karataviense
- Hedysarum kasteki
- Hedysarum kemulariae
- Hedysarum kirghisorum
- Hedysarum kopetdaghi
- Hedysarum korshinskyanum
- Hedysarum kotschyi
- Hedysarum krasnovii
- Hedysarum krylovii
- Hedysarum kudrjaschevii
- Hedysarum kuhitangi
- Hedysarum kumaonense
- Hedysarum latibracteatum
- Hedysarum lehmannianum
- Hedysarum limitaneum
- Hedysarum linczevskyi
- Hedysarum lipskianum
- Hedysarum lipskyi
- Hedysarum longigynophorum
- Hedysarum macedonicum
- Hedysarum macranthum
- Hedysarum macrocarpum
- Hedysarum magnificum
- Hedysarum mahrense
- Hedysarum maitlandianum
- Hedysarum manaslense
- Hedysarum membranaceum
- Hedysarum microcalyx
- Hedysarum micropterum
- Hedysarum mindshilkense
- Hedysarum minjanense
- Hedysarum minussinense
- Hedysarum mogianicum
- Hedysarum monophyllum
- Hedysarum montanum
- Hedysarum multijugum
- Hedysarum nagarzense
- Hedysarum narynense
- Hedysarum naudinianum
- Hedysarum neglectum
- Hedysarum nikolai
- Hedysarum nonnae
- Hedysarum nuratense
- Hedysarum occidentale
- Hedysarum olgae
- Hedysarum omissum
- Hedysarum ovczinnikovii
- Hedysarum pallidiflorum
- Hedysarum pallidum
- Hedysarum papillosum
- Hedysarum parviflorum
- Hedysarum parvum
- Hedysarum pavlovii
- Hedysarum perrauderianum
- Hedysarum petrovii
- Hedysarum plumosum
- Hedysarum polybotrys
- Hedysarum popovii
- Hedysarum praticolum
- Hedysarum pseudastragalus
- Hedysarum pseudomicrocalyx
- Hedysarum pskemense
- Hedysarum pulchrum
- Hedysarum razoumovianum
- Hedysarum razoumowianum
- Hedysarum renzii
- Hedysarum roseum
- Hedysarum sachalinense
- Hedysarum sajanicum
- Hedysarum sangilense
- Hedysarum santalaschi
- Hedysarum sauzakense
- Hedysarum schischkinii
- Hedysarum scoparium
- Hedysarum semenovii
- Hedysarum sericatum
- Hedysarum sericeum
- Hedysarum setigerum
- Hedysarum setosum
- Hedysarum severzovii
- Hedysarum shanense
- Hedysarum sikkimense
- Hedysarum singarense
- Hedysarum songaricum
- Hedysarum songoricum
- Hedysarum spinosissimum
- Hedysarum splendens
- Hedysarum subglabrum
- Hedysarum sulphurescens
- Hedysarum taipeicum
- Hedysarum talassicum
- Hedysarum tanguticum
- Hedysarum taschkendicum
- Hedysarum tauricum
- Hedysarum tenuifolium
- Hedysarum theinum
- Hedysarum thiochroum
- Hedysarum trigonomerum
- Hedysarum truncatum
- Hedysarum turczaninovii
- Hedysarum turkestanicum
- Hedysarum turkewiczii
- Hedysarum ucrainicum
- Hedysarum wakhanicum
- Hedysarum varium
- Hedysarum vicioides
- Hedysarum volkii
- Hedysarum wrightianum
- Hedysarum vvedenskyi
- Hedysarum xizangensis
- Hedysarum zundukii